# 코디 혼
코디 혼(Cody Horn, 1988년 6월 12일 ~ )은 미국의 배우이다.

## 출연 작품
- 버닝 보리 (2015)
- 워스트 프렌즈 (2014)
- 데모닉 (2014)
- 엔드 오브 왓치 (2012)
- 매직 마이크 (2012)
- 바이올렛 앤 데이지 (2011)
- 플립 (2010) - 리네타 역